# Feliz (álbum)
Feliz é o 5o álbum da cantora e compositora brasileira Jane Duboc. Ele foi lançado em formato LP em 1988, pelo selo Continental Records.
Este álbum faz parte da fase romântica da cantora, que foi o período de maior popularidade de sua carreira. Não à toa, a canção "De corpo inteiro" fez parte da trilha-sonora da novela O Salvador da Pátria (Rede Globo), como tema da "Gilda", personagem interpretada por Susana Vieira, sendo a 4a música da cantora a figurar em trilhas-sonoras de novelas.

## Faixas
| N.º | Título                                       | Compositor(es)                                                   | Duração |  |
| 1.  | "Louco Amor"                                 | Cláudia Olivetti, Lincoln Olivetti, Robson Jorge                 |         |  |
| 2.  | "Nossos Momentos (Wichita Lineman)"          | J.Webb / Versão em port.: Rosana Herman                          |         |  |
| 3.  | "De Corpo Inteiro"                           | Luiz Fernando, Aécio Flávio                                      |         |  |
| 4.  | "Olhar No Teu Olhar"                         | Thomas Roth, Arnaldo Saccomani                                   |         |  |
| 5.  | "Meu Menino"                                 | Walter Santos, Arnaldo Saccomani                                 |         |  |
| 6.  | "Vem pra mim (Now and forever) (You and me)" | D.Foster, J.Vallance, R.Goodrum / Versão em port.: Rosana Herman |         |  |
| 7.  | "Feliz"                                      | Cury, Jerry Adriani                                              |         |  |
| 8.  | "Só Nós Dois"                                | Thomas Roth, Cido Bianchi                                        |         |  |
| 9.  | "Como Se Deixa Passar"                       | Jane Duboc                                                       |         |  |
| 10. | "Rádio Romance"                              | Nico Rezende, Cézar de Mercês                                    |         |  |

### Músicas em Trilhas-Sonoras de Novela
| Ano  | Novela                            | Música             | Info                                                       | Ref.  |
| ---- | --------------------------------- | ------------------ | ---------------------------------------------------------- | ----- |
| 1989 | O Salvador da Pátria (Rede Globo) | "De corpo inteiro" | Tema da "Gilda", personagem interpretado por Susana Vieira | [ 3 ] |